# Serie A2 FIAF 1994
La Serie A2 FIAF 1994 è stata l'undicesima edizione del secondo livello del campionato italiano di football americano (settima con la denominazione A2); è stato organizzato dalla Federazione Italiana American Football.

## Regular season

### Classifica

#### Girone A
| Pos. | Squadra             | %V   | G | V | N | P | PF  | PS  |
| ---- | ------------------- | ---- | - | - | - | - | --- | --- |
| 1    | Knights Alessandria | .875 | 8 | 7 | 0 | 1 | 215 | 64  |
| 2    | Redskins Verona     | .625 | 8 | 5 | 0 | 3 | 108 | 118 |
| 3    | Jets Bolzano        | .125 | 8 | 1 | 0 | 7 | 63  | 164 |
| 4    | Bengals Brescia     | .125 | 8 | 1 | 0 | 7 | 48  | 167 |

#### Girone B
| Pos. | Squadra            | %V    | G | V | N | P | PF  | PS  |
| ---- | ------------------ | ----- | - | - | - | - | --- | --- |
| 1    | New Giants Bolzano | 1.000 | 8 | 8 | 0 | 0 | 264 | 79  |
| 2    | Islanders Venezia  | .625  | 8 | 5 | 0 | 3 | 187 | 98  |
| 3    | Stars Trieste      | .500  | 8 | 4 | 0 | 4 | 132 | 125 |
| 4    | Fighters Pordenone | .125  | 8 | 1 | 0 | 7 | 49  | 251 |

#### Girone C
| Pos. | Squadra            | %V    | G | V | N | P | PF  | PS  |
| ---- | ------------------ | ----- | - | - | - | - | --- | --- |
| 1    | Aquile Ferrara     | 1.000 | 8 | 8 | 0 | 0 | 295 | 12  |
| 2    | Marlins Rimini     | .750  | 8 | 6 | 0 | 2 | 174 | 112 |
| 3    | Vipers Modena      | .375  | 8 | 3 | 0 | 5 | 100 | 167 |
| 4    | Brothers Macerata  | .250  | 8 | 2 | 0 | 6 | 62  | 202 |
| 5    | Nightmare Piacenza | .125  | 8 | 1 | 0 | 7 | 60  | 198 |

#### Girone D
| Pos. | Squadra            | %V   | G | V | N | P | PF  | PS  |
| ---- | ------------------ | ---- | - | - | - | - | --- | --- |
| 1    | Cardinals Palermo  | .813 | 8 | 6 | 1 | 1 | 144 | 54  |
| 2    | Elephants Catania  | .688 | 8 | 5 | 1 | 2 | 132 | 65  |
| 3    | Achei Crotone      | .625 | 8 | 5 | 0 | 3 | 123 | 72  |
| 4    | Blackstars Palermo | .313 | 8 | 2 | 1 | 5 | 88  | 192 |
| 5    | Red Eagles CZ      | .063 | 8 | 0 | 1 | 7 | 40  | 144 |

#### Girone E
| Pos. | Squadra                   | %V   | G | V | N | P | PF  | PS  |
| ---- | ------------------------- | ---- | - | - | - | - | --- | --- |
| 1    | Condor Grosseto           | .667 | 6 | 4 | 0 | 2 | 85  | 69  |
| 2    | Ribelli Napoli            | .583 | 6 | 3 | 1 | 2 | 120 | 79  |
| 3    | Squali Golfo del Tigullio | .583 | 6 | 3 | 1 | 2 | 75  | 55  |
| 4    | Crusaders Cagliari        | .167 | 6 | 1 | 0 | 5 | 46  | 123 |

## Playoff
Accedono ai playoff le prime di ogni girone e le tre migliori seconde.
|  | Quarti di finale | Quarti di finale    | Quarti di finale   |                |                    | Semifinali          | Semifinali | Semifinali |  |  | VI SilverBowl | VI SilverBowl      | VI SilverBowl |
|  |                  |                     |                    |                |                    |                     |            |            |  |  |               |                    |               |
|  | 1C               | Aquile Ferrara      | 30                 |                |                    |                     |            |            |  |  |               |                    |               |
|  | 2D               | Elephants Catania   | 0                  |                |                    |                     |            |            |  |  |               |                    |               |
|  | 2D               | Elephants Catania   | 0                  |                | 1C                 | Aquile Ferrara      | 14         |            |  |  |               |                    |               |
|  |                  |                     |                    |                | 1C                 | Aquile Ferrara      | 14         |            |  |  |               |                    |               |
|  |                  | 1B                  | New Giants Bolzano | 20             |                    |                     |            |            |  |  |               |                    |               |
|  | 1B               | 1B                  | New Giants Bolzano | 20             | New Giants Bolzano | 35                  |            |            |  |  |               |                    |               |
|  | 1B               |                     |                    |                | New Giants Bolzano | 35                  |            |            |  |  |               |                    |               |
|  | 2B               | Islanders Venezia   | 14                 |                |                    |                     |            |            |  |  |               |                    |               |
|  |                  |                     |                    |                |                    |                     |            |            |  |  | 1B            | New Giants Bolzano | 26            |
|  |                  |                     | 2C                 | Marlins Rimini | 20                 |                     |            |            |  |  |               |                    |               |
|  | 1A               | Knights Alessandria | 35                 |                |                    |                     |            |            |  |  |               |                    |               |
|  | 1E               | Condor Grosseto     | 0                  |                |                    |                     |            |            |  |  |               |                    |               |
|  | 1E               | Condor Grosseto     | 0                  |                | 1A                 | Knights Alessandria | 16         |            |  |  |               |                    |               |
|  |                  |                     |                    |                | 1A                 | Knights Alessandria | 16         |            |  |  |               |                    |               |
|  |                  | 2C                  | Marlins Rimini     | 42             |                    |                     |            |            |  |  |               |                    |               |
|  | 1D               | 2C                  | Marlins Rimini     | 42             | Cardinals Palermo  | 6                   |            |            |  |  |               |                    |               |
|  | 1D               |                     |                    |                | Cardinals Palermo  | 6                   |            |            |  |  |               |                    |               |
|  | 2C               | Marlins Rimini      | 29                 |                |                    |                     |            |            |  |  |               |                    |               |

### VI SilverBowl
Il VI SilverBowl si è disputato il 4-5 giugno 1994 allo Stadio Druso di Bolzano. L'incontro è stato vinto dai New Giants Bolzano sui Marlins Rimini con il risultato di 26 a 20.

## Verdetti
- New Giants Bolzano vincitori del SilverBowl VI, ammessi alla Wild Card del Superbowl e promossi in serie A1.